# Municipio de Ekerö
Ekerö (en sueco: Ekerö kommun) es un municipio en la provincia de Estocolmo, Suecia, en la provincia histórica de Uppland. Su sede se encuentra en la localidad de Ekerö. Ekerö es el único municipio de la región del lago Mälaren compuesto exclusivamente por islas. El rebote postglacial ha reducido el número de islas y skerries a 140, las mayores de las cuales son Adelsö, Munsö, Ekerö, Färingsö y Lovö. Hace 2000 años, durante la Edad del Hierro romana, Färingsön era un archipiélago de veinte islas.
El rey de Suecia reside en el municipio de Ekerö, en el palacio de Drottningholm.
El municipio actual se creó en 1971 cuando los municipios de Ekerö y Färingsö (creados en 1952 tras la fusión de las parroquias de Adelsö, Ekerö, Färentuna, Hilleshög, Lovö, Munsö, Skå y Sånga) se fusionaron.

## Localidades
Hay 14 áreas urbanas (tätort) en el municipio:
| #  | Tätort              | Población |
| -- | ------------------- | --------- |
| 1  | Ekerö               | 11 907    |
| 2  | Stenhamra           | 3559      |
| 3  | Parkidan y Solsidan | 988       |
| 4  | Tureholm            | 855       |
| 5  | Älvnäs              | 797       |
| 6  | Kungsberga          | 731       |
| 7  | Ölsta               | 718       |
| 8  | Ekerö sommarstad    | 616       |
| 9  | Sundby              | 410       |
| 10 | Drottningholm       | 374       |
| 11 | Söderby             | 286       |
| 12 | Lilla Stenby        | 281       |
| 13 | Hilleshögby         | 235       |
| 14 | Lurudden            | 222       |

## Ciudades hermanas
Ekerö esta hermanado o tiene tratado de cooperación con:
- Otepää, Estonia